# Katja Berg
Katja Berg (* 27. August 1977  in Gera) ist eine deutsche Sängerin, Musicaldarstellerin und Schauspielerin.

## Leben
Ab 1996 studierte Katja Berg die Fächer Gesang, Tanz und Schauspiel an der Universität der Künste Berlin; im Jahr 2000 schloss sie ihr Studium mit einem Diplom ab. Schon während ihrer Ausbildung spielte sie die Jane Finch im Stück How to succeed in business? (Regie: Peter Lund) an der Neuköllner Oper in Berlin.
Nach ihrem Studium stand sie hauptsächlich in Musicalproduktionen auf der Bühne. So spielte Berg die Rosemarie im Musical „Das Mädchen Rosemarie“ am Theater Kiel, die Sheila im Musical Hair, die Madame Thénardier im Musical Les Misérables und die Magda in Tanz der Vampire. Im Jahr 2008 übernahm Katja Berg die Rolle der Scaramouche im Musical We will rock you im Musical Dome in Köln als Erstbesetzung. Außerdem gehörte sie in der Rolle der Sophie zur Premierenbesetzung des Musicals „Mamma Mia!“ im Operettenhaus in Hamburg. Bei der Band ohne Namen wirkte sie als Backgroundsängerin mit.
Bis 2010 stand Katja Berg als Gesangssolistin in der Revue Qi – eine Palast-Phantasie im Friedrichstadtpalast in Berlin sowie als „Walk-in Cover“ Scaramouche im Apollo Theater in Stuttgart auf der Bühne.
Nach einer Babypause startete Katja Berg im Dezember 2011 mit dem Weihnachtsmusical der Staatsoperette Dresden wieder ins Geschäft. Im Mai 2012 war sie als Eva Perón in Andrew Lloyd Webbers Musical Evita auf der Bühne des Landestheaters Neustrelitz zu sehen. Seit Februar 2013 verkörpert sie die Rollen Courtney, Mutter und Whitney im Musical Natürlich blond im Wiener Theater Ronacher; dort war sie auch als Fleck in der konzertanten Erstaufführung von Love Never Dies sowie im Musical Der Besuch der alten Dame zu sehen. Im Sommer 2015 spielte Katja Berg die Rolle der Amme im Musical Romeo und Julia bei den Thunerseespielen.

## Rollen
- Hair (als Sheila)  – Musicaltheater Bremen – 2001/2002
- „Mamma Mia!“ (als Sophie) – Operettenhaus, Hamburg  – 2002/2003
- Das Mädchen Rosemarie (als Rosemarie) – Theater Kiel – 2006
- Les Misérables (als Madame Thénardier) – Freilichtspiele Tecklenburg – 2006
- Tanz der Vampire (als Magda) – Theater des Westens, Berlin – 2006/2007
- We Will Rock You (Erstbesetzung als Scaramouche) – Musical Dome, Köln – 2007/2008
- We Will Rock You (als Walk-in Cover Scaramouche) – Apollo Theater, Stuttgart – 2007/2008
- Evita (als Eva Perón) – Landestheaters Neustrelitz – 2012/2013
- The Rocky Horror Picture Show (als Magenta) – Staatsoperette Dresden – 2012/2013
- Natürlich blond (als Courtney, Mutter und Whitney) – Ronacher, Wien – 2013
- Love Never Dies (als Fleck) – Ronacher, Wien – 2013
- Der Besuch der alten Dame (als Lenas Mutter / Mathilde) – Ronacher, Wien – 2014
- Romeo und Julia (als Amme) – Thunerseespiele – 2015
- Kiss Me, Kate (als Kate) – Grazer Oper – 2018
- Aspects of Love (als Rose) – Theater Münster – 2022

## Auszeichnungen (Auswahl)
- 1995: 3. Platz beim Bundeswettbewerb Gesang in der Kategorie Musical (jüngste Preisträgerin)[5][8]
- 2001: 1. Preis und Publikumspreis bei Jugend kulturell[9]
- 2001: 1. Preis beim Bundeswettbewerb Gesang in der Kategorie Musical[8]
- 2002: 1. Preis beim 4. Internationalen Gesangswettbewerb in Meran (Italien) in der Kategorie Musical[5]